# Karula Linnajärv
Karula Linnajärv (est. Linnajärv, Karula Linnajärv) – jezioro w Estonii, w prowincji Võrumaa, w gminie Antsla. Położone jest na południowy zachód od wsi Mähkli. Ma powierzchnię 2,8 ha linię brzegową o długości 652 m, długość 220 m i szerokość 190 m. Sąsiaduje z jeziorami Alakonnu, Ähijärv, Põrgujärv, Viitka, Ojajärv. Położone jest na terenie Parku Narodowego Karula.